# Sphaerostylis perrieri
Sphaerostylis perrieri är en törelväxtart som beskrevs av Jacques Désiré Leandri. Sphaerostylis perrieri ingår i släktet Sphaerostylis och familjen törelväxter.
Artens utbredningsområde är Madagaskar. Inga underarter finns listade i Catalogue of Life.